# Dudley Weldon Woodard
Dudley Weldon Woodard   (Galveston, 3 d'octubre de 1881 - Cleveland, 15 de juliol de 1965) va ser un matemàtic negre nord-americà.

## Vida i Obra
Woodard va estudiar al Wilberforce College d'Ohio (una escola per a negres) fins al 1903 i a la universitat de Chicago en la qual va obtenir el màster el 1907. A partir d'aquesta data es va dedicar a la docència de les matemàtiques, sempre en institucions d'ensenyament per a negres: primer al Institut de Tuskegee, Alabama, des del 1907 fins al 1914, després al Wilberforce College (on ell mateix havia estudiat) des de 1914 fins al 1920, i, finalment, a partir de 1920 a la universitat de Howard, Washington DC, en la qual es va retirar el 1947 i en la qual va ser degà de la facultat d'arts i ciències entre 1920 i 1929 i va establir un programa de màster en matemàtiques. El 1928 va obtenir el doctorat en matemàtiques a la universitat de Pennsilvània amb una tesi de topologia dirigida per John Robert Kline. Va ser el segon doctorat en matemàtiques que s'atorgava a un negre als Estats Units.
L'àrea de recerca del professor Woodard va ser la topologia, havent estat el primer matemàtic negre en haver publicat un article en una revista científica de matemàtiques el 1929.